# Irena Szymańska

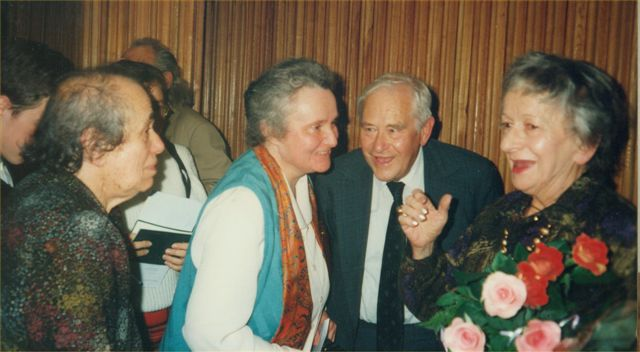
Irena Szymańska, Małgorzata Baranowska, Ryszard Matuszewski, Wisława Szymborska (Polski PEN-Club, Warszawa, 1996)

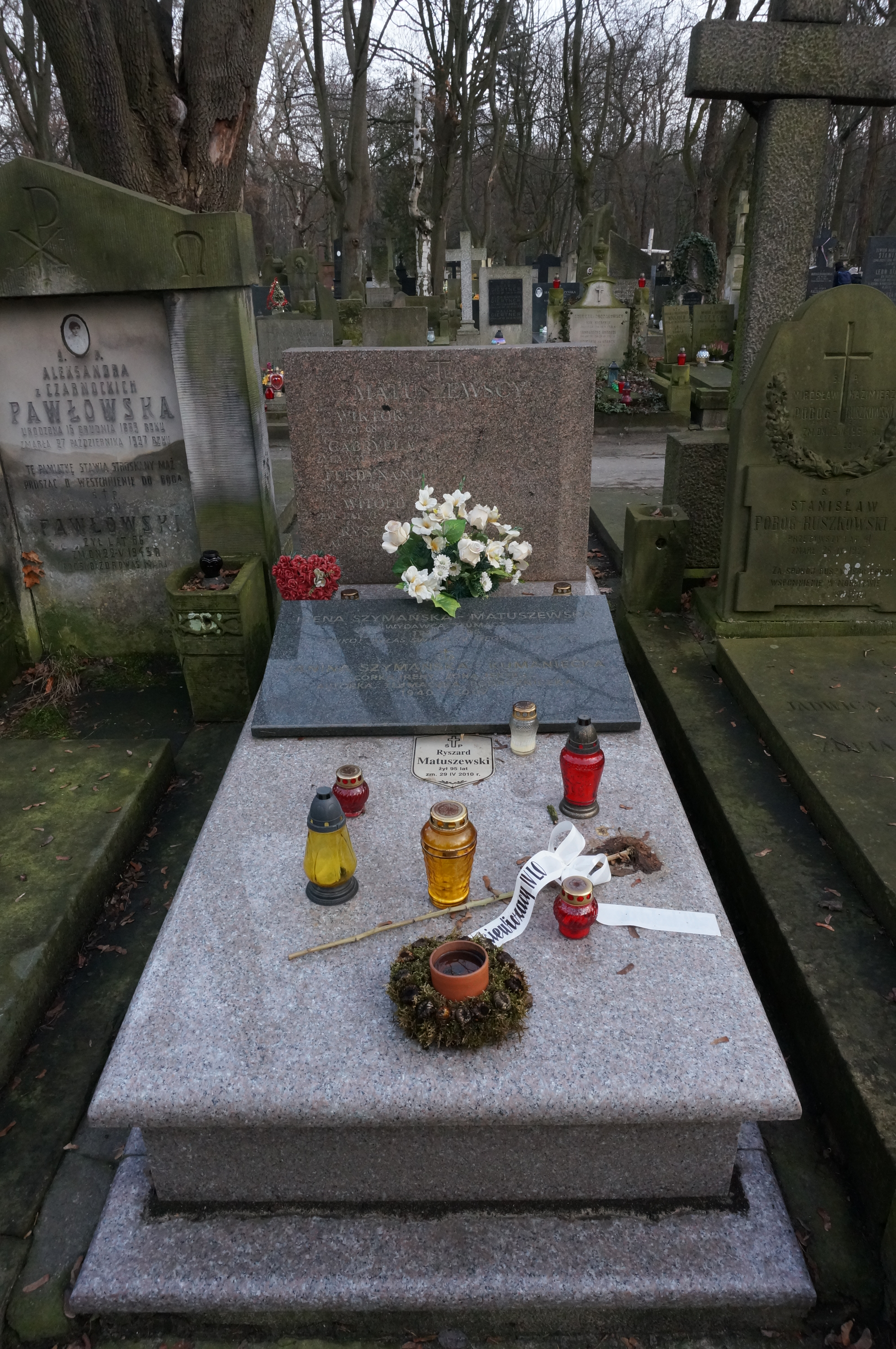
Grób Ireny Szymańskiej na cmentarzu Powązkowskim

Irena Szymańska z domu Wiernik (ur. 17 lutego 1921 w Łodzi, zm. 8 maja 1999 w Warszawie) – polska tłumaczka literatury pięknej, pisarka, wydawczyni.

## Życiorys
Urodziła się w żydowskiej rodzinie Szymona i Róży Wierników. Uczęszczała do Gimnazjum im. Elizy Orzeszkowej w Łodzi. Następnie wyjechała na studia medyczne do Liège (Belgia), skąd wróciła latem 1939.
Po wybuchu II wojny światowej wraz z pierwszym mężem, Zygmuntem Szymańskim, znalazła się na wschodnich terenach II Rzeczypospolitej zajętych przez Rosjan, w 1940 powróciła do Warszawy. Jej rodzice przebywali w getcie warszawskim; zginęli w wyniku akcji „Hotel Polski”. Wybuch powstania warszawskiego zastał ją pod Żyrardowem.
Od 1945 do 1951 pracowała w Spółdzielni Wydawniczej „Czytelnik” (Łódź, potem Warszawa), współpracując z twórcą tego wydawnictwa, Jerzym Borejszą. W 1952 ukończyła studia na wydziale filologii romańskiej Uniwersytetu Warszawskiego. Pracę magisterską obroniła pod kierunkiem prof. Mieczysława Brahmera i w obecności prof. Kazimierza Kumanieckiego.
W latach 1951–1952 pracowała jako attaché kulturalny ambasady polskiej w Berlinie, gdzie poznała m.in. Bertolta Brechta i jego żonę, aktorkę Helenę Weigel.
W latach 1953–1958 była zastępczynią redaktora naczelnego i redaktorką naczelną (od 1954) do spraw literatury polskiej Państwowego Instytutu Wydawniczego. W tym czasie udało jej się namówić do współpracy tak znanych pisarzy współczesnych, jak: Jarosław Iwaszkiewicz (wydał w PIW-ie Opowieści zasłyszane 1954, Warkocz jesieni 1955 oraz Sławę i chwałę 1956–1962), Adam Ważyk (Poemat dla dorosłych, 1955), Kazimierz Brandys (Wspomnienia z teraźniejszości 1956, Listy do Pani Z., tom I 1957), Stanisław Dygat (Podróż 1958), Adolf Rudnicki (Młode cierpienia 1954), Mieczysław Jastrun (Poeta i dworzanin 1954, Gorący popiół 1956), Antoni Słonimski (Kroniki tygodniowe 1927–1939 – w wyborze i ze wstępem Władysława Kopalińskiego (Jana Stefczyka)). W tym czasie ukazały się tam też m.in.: debiut Mirona Białoszewskiego pt. Obroty rzeczy i jedyne do 1989 krajowe wydanie Ferdydurke Witolda Gombrowicza (w 1957). Powstała tam również tzw. seria celofanowa, gromadząca zbiory poezji polskiej i obcej różnych okresów (z naciskiem na literaturę współczesną). Pod egidą PIW-u rozpoczęto też wydawanie Rocznika Literackiego (ukazywał się do 1984). Z PIW-u została usunięta przez Komitet Centralny PZPR w listopadzie 1958 za publikacje Gombrowicza, Woroszylskiego oraz kontakty z pisarzami – założycielami nigdy niewydanego pisma Europa (w składzie redakcji niedoszłego pisma byli m.in. Jerzy Andrzejewski, Paweł Hertz, Andrzej Kijowski, Jan Kott, Henryk Krzeczkowski, Zygmunt Mycielski, Adam Ważyk). Z tego czasu pochodzi wydany w pięćdziesięciu egzemplarzach przez pracowników PIW-u (w tym Jana Józefa Lipskiego) druk bibliofilski – krótki wiersz Konstantego Ildefonsa Gałczyńskiego, powstały w 1947 (Gdy w roku 3000-tym Szopena / Sławić będą w dalszym ciągu potomni / Gdy w encyklopediach pod „SZYMAŃSKA” / będzie po prostu: patrz: „Irena” / Ach, któż wtedy o mnie wspomni / W sztambuchu Ireny in memoriam Konstanty Ildefons, w Warszawie, 2 novembra MCMXLVII).
Następnie związana ponownie z Wydawnictwem „Czytelnik”, w latach 1958–1976 zastępczyni redaktora naczelnego; była m.in. współtwórczynią serii literackiej „Nike”, w której wydawane są do dziś książki najlepszych pisarzy światowych. Z jej inspiracji powstało i ukazało się też wiele cennych książek literatury polskiej i zagranicznej, w tłumaczeniu na język polski. Angażowała się w sprawy kłopotów z cenzurą zaprzyjaźnionych z nią pisarzy (m.in. Tadeusza Konwickiego). W 1976 umieszczona na liście osób objętych zakazem pisania i wymieniania nazwisk w druku (znaleźli się tam również m.in. Jerzy Andrzejewski, Stanisław Barańczak, Jacek Bocheński, Kazimierz Brandys, Marian Brandys, Jerzy Ficowski, Zbigniew Herbert, Andrzej Kijowski, Jan Józef Lipski, Artur Międzyrzecki, Antoni Słonimski, Jan Józef Szczepański, Wiktor Woroszylski). Od tegoż roku na wcześniejszej emeryturze.
Razem z Antonim Słonimskim, a później m.in. Tadeuszem Konwickim i Gustawem Holoubkiem, była współtwórczynią „stolików literackich” (nawiązujących do przedwojennych tradycji, miejsc spotkań i dyskusji pisarzy i intelektualistów), kolejno: w kawiarni „Marca” przy placu Trzech Krzyży, kawiarni „Nowy Świat”, kawiarni przy wydawnictwie PIW (przy ul. Foksal) i wreszcie kawiarni w budynku Wydawnictwa „Czytelnik” przy ul. Wiejskiej w Warszawie.
Tłumaczka z języka francuskiego (m.in. Georges Simenon) i angielskiego (m.in. Stefan Themerson). Autorka dwóch kryminałów (pod pseudonimem „Anna Kormik”): Kto się bał Stefana Szaleja... (główny bohater książki to „alter ego” pisarza Jana Brzechwy) oraz Cicha śmierć. Jej osoba i cechy charakteru obecne są w charakterystykach i rysach postaci w książkach innych pisarzy współczesnych (np. w Skrzydle sowy Zofii Chądzyńskiej).
W czasopismach i pracach zbiorowych (książkach) ukazywały się jej wspomnienia poświęcone zaprzyjaźnionym z nią pisarzom: Janowi Brzechwie, Antoniemu Słonimskiemu, Jarosławowi Iwaszkiewiczowi, Jerzemu Andrzejewskiemu, Janowi Józefowi Lipskiemu, Januszowi Minkiewiczowi, Marianowi Brandysowi. Pośmiertnie, w 2001, ukazały się jej niedokończone wspomnienia, opracowane przez Ryszarda Matuszewskiego.
Członek Związku Literatów Polskich (do 1983) oraz Stowarzyszenia Pisarzy Polskich (1989–1999).
24 stycznia 1955 została odznaczona Medalem 10-lecia Polski Ludowej.

### Życie prywatne
Była żoną dziennikarza Zygmunta Szymańskiego, a następnie krytyka literackiego Ryszarda Matuszewskiego, szwagierką pisarza Jerzego Pytlakowskiego. Jej córka, Janina Szymańska-Kumaniecka (1940–2007), była tłumaczką i dziennikarką (m.in. w redakcji pisma „Nowaja Polsza”), syn – Mikołaj Szymański (ur. 1954) – jest filologiem klasycznym, wykładowcą Uniwersytetu Warszawskiego.
Zmarła w Warszawie, pochowana na cmentarzu Powązkowskim (kwatera 237-2-23).

## Twórczość
- Kto się bał Stefana Szaleja... (jako Anna Kormik, Iskry 1973; tłumaczenia na j. czeski, słowacki i włoski)
- Cicha śmierć (jako Anna Kormik, Czytelnik 1980; ISBN 83-07-00260-5).
- Miałam dar zachwytu. Wspomnienia wydawcy (Czytelnik 2001; Zebrał i opracował Ryszard Matuszewski; ISBN 83-07-02810-8).

## Przekłady (wybór)
- Joseph A. Barry, George Sand : żywot jawnogrzesznicy (Państwowy Instytut Wydawniczy 1996, ISBN 83-06-02221-1; seria „Biografie sławnych ludzi”).
- Anthony Burgess, Klaskać jedną ręką (tłum. pod nazwiskiem Jadwigi Rutkowskiej; Czytelnik, 1976, „Seria z kotem”).
- George Bush i Victor Gold, Patrząc w przyszłość : autobiografia (tłum. pod nazwiskiem Jadwigi Rutkowskiej, wespół z Sergiuszem Kowalskim; Wyd. „Topos”, Gdańsk, 1990; ISBN 83-00-03266-5).
- John Cummins, Francis Drake (Państwowy Instytut Wydawniczy, 2000, ISBN 83-06-02764-7; seria „Biografie sławnych ludzi”; teksty poetyckie przeł. Dorota Kozińska).
- Antonia Fraser, Sześć żon Henryka VIII (wespół z Agnieszką Nowakowską; Rachocki i S-ka, Pruszków, 1994, ISBN 83-86379-04-9; Świat Książki, 1996, ISBN 83-7129-961-3).
- Edward Gibbon, Upadek Cesarstwa Rzymskiego na Zachodzie (Państwowy Instytut Wydawniczy, 2001; seria „Rodowody Cywilizacji”; przypisy przełożył Mikołaj Szymański, ISBN 83-06-02767-1).
- Josephine Hart, Grzech (Amber, 1996, ISBN 83-7082-492-7).
- Christopher P. Hill, Oliver Cromwell i Rewolucja Angielska (Państwowy Instytut Wydawniczy, 1988, ISBN 83-06-01582-7; seria „Biografie sławnych ludzi”).
- Paul Murray Kendall, Ludwik XI: „...Europa w sieci pająka...” (Państwowy Instytut Wydawniczy 1976; 1996, ISBN 83-06-02545-8; seria „Biografie sławnych ludzi”).
- David Herbert Lawrence, Zakochane kobiety (Czytelnik, 1986, ISBN 83-07-01064-0; „Comfort” 1991, ISBN 83-85377-03-4).
- Herbert R. Lottman, Albert Camus: biografia (Oficyna Szczepan Szymański, 1996).
- Guy de Maupassant, Jedyna miłość i inne opowiadania (autorka wyboru; Wyd. Polskiego Towarzystwa Wydawców Książek 1987; ISBN 83-85000-44-5).
- Margaret Millar, Śmierć w hotelu (Czytelnik, 1981; „Seria z jamnikiem”; ISBN 83-07-00277-X).
- John Murrell, Mimo wszystko (tłum. wespół z Mirą Michałowską; spektakl teatralny; Teatr Współczesny, Warszawa, Spektakle premierowe: 19 i 20 kwietnia 2005).
- John Murrell, Sarah albo krzyk mangusty (tłum. wespół z Mirą Michałowską, spektakl teatralny; Scena Prezentacje, Warszawa, premiera 12 kwietnia 1996).
- Geoffrey Parker, Filip II (Państwowy Instytut Wydawniczy, 1985, ISBN 83-06-01215-1, seria „Biografie sławnych ludzi”).
- Albert Frederick Pollard, Henryk VIII (Państwowy Instytut Wydawniczy, 1979, ISBN 83-06-00254-7; 1988, ISBN 83-06-01708-0, seria „Biografie sławnych ludzi”).
- Patrick Quentin (pseud.), Mój syn mordercą? (Iskry, 1989, ISBN 83-207-1147-9, seria: „Klub Złotego Klucza”).
- Georges Simenon, Kot (Państwowy Instytut Wydawniczy, 1976, seria: „Klub Interesujaącej Książki”).
- Stefan Themerson, Euklides był osłem (Państwowy Instytut Wydawniczy 1989; ISBN 83-06-10781-1).
- Scott Turow, Uznany za niewinnego (tłum. pod nazwiskiem Anny Kormik; wespół z Sergiuszem Kowalskim; Wyd. Wojciech Pogonowski 1991, ISBN 83-85094-10-5).
- Gore Vidal, Stworzenie świata (Państwowy Instytut Wydawniczy, 1988, ISBN 83-06-01618-1; 1997, ISBN 83-06-02653-5; wespół z Mirą Michałowską).